# Hodenhagen
Hodenhagen er en kommune i Samtgemeinde Ahlden i Landkreis Heidekreis i den centrale del af den tyske delstat Niedersachsen. Kommunen har et areal på 20,15 km², og et indbyggertal på knap 3.200 mennesker (2013).

## Geografi
Hodenhagen, der er administrationsby i samtgemeinden, ligger ved floden Aller i Aller-Leinedalen. Nabokommuner er Walsrode, Eickeloh, Grethem, Ahlden og Böhme.
Sydøst for byen ligger dyreparken Serengeti-Park (de).